# Serie 6 (DBU Jylland)
 For alternative betydninger, se Serie 6. (Se også artikler, som begynder med Serie 6)
Serie 6 (JBU) er den 12. bedste fodboldrække (en blandt flere) i Danmarksturneringen.
Det er den syvendebedste fodboldrække for herrer administreret af lokalunionen Jydsk Boldspil-Union (JBU) og dermed den laveste række. Serien består af i alt 456 hold, opdelt i 76 puljer med hver 6 hold. Fodboldrækkens turnering følger kalenderåret med start i foråret og afslutning i efteråret. De bedstplacerede hold rykker op i Serie 5 (JBU), der er ingen nedrykning.
| Fodbold | Spire Denne artikel om en fodboldturnering er en spire som bør udbygges. Du er velkommen til at hjælpe Wikipedia ved at udvide den. |